# Сім мам Семена Синєбородька
«Сім мам Семена Синєбородька» — український анімаційний фільм 1992 року студії Укранімафільм, режисер — Людмила Ткачикова.

## Сюжет
Герої мультфільму – батько й син – схожі байдужим ставленням до мами. Від жінки вони хочуть тільки одного: вона має прибирати, готувати, прати…

## Над фільмом працювали
- Автор сценарію: Григорій Остер;
- Кінорежисер: Людмила Ткачикова;
- Художник-постановник: Валентина Серцова;
- Композитор: Володимир Бистряков;
- Оператор: Ірина Сергєєва;
- Звукооператор: Віктор Груздєв;
- Художники-аніматори: Володимир Врублевський, Марина Медвідь, Геннадій Летуновський;
- Асистенти: Людмила Врублевська, Л. Снєжко (у титрах Л. Снежко), Н. Северіна;
- Монтаж: О. Деряжна;
- Редактор: Світлана Куценко;
- Директор знімальної групи: В'ячеслав Кілінський (у титрах В. Килинський).

### Фільм озвучив:
- Валерій Чигляєв.